# Milan Marković
Pour les articles homonymes, voir Marković.
Milan Marković (en serbe cyrillique : Милан Марковић ; né le 7 septembre 1970 à Belgrade) est un avocat et un homme politique serbe. Membre du Parti démocratique (DS), du 15 mai 2007 au 14 mai 2011, il est ministre de l'Administration publique et de l'autonomie locale dans le second gouvernement Koštunica et dans le premier gouvernement présidé par Mirko Cvetković ; il est reconduit dans cette fonction dans le second gouvernement Cvetković.

## Biographie
Milan Marković est président de la municipalité de Palilula de 2000 à 2004. À partir de 2001, il est député à l'Assemblée de la république de Serbie. De 2003 à 2007, il est vice-président de l'Assemblée. Il est professeur à la faculté des études de sécurité de l'université de Belgrade et est associé à divers projets de recherches.